# Седіло
Седіло (італ. Sedilo, сард. Sèdilo) — муніципалітет в Італії, у регіоні Сардинія,  провінція Ористано.
Седіло розташоване на відстані близько 360 км на південний захід від Рима, 110 км на північ від Кальярі, 45 км на північний схід від Ористано.
Населення — 2171 особа (2014).
Щорічний фестиваль відбувається 24 червня. Покровитель — святий Іван Хреститель.

## Демографія
Населення за роками:

Станом на 1 січня 2023 року в муніципалітеті офіційно проживало 45 іноземців з 9 країн, серед них 10 громадян країн Євросоюзу.

## Сусідні муніципалітети
- Аїдомаджоре
- Бідоні
- Дуалькі
- Гіларца
- Норагугуме
- Ольцаї
- Оттана
- Сорраділе